# Get Me Bodied
«Get Me Bodied» es una canción de Rhythm and Blues de la cantante estadounidense Beyoncé Knowles. La canción fue escrita por Beyoncé Knowles, Sean Garrett, Solange Knowles, Beyincé Ángela, Makeba Riddick, y Kasseem "Swizz Beatz" Dean. El tema fue producido por Swizz Beatz, Beyoncé y Sean Garrett, para el segundo álbum de estudio de Beyoncé Knowles, B'Day. Beyoncé se inspiró en su hermana (la cantante Solange Knowles) y las exmiembros de su banda Destiny's Child, Kelly Rowland y Michelle Williams.
«Get Me Bodied» fue lanzado como el séptimo y último sencillo del álbum en los Estados Unidos el día 27 de noviembre de 2005. Alcanzó el número sesenta y ocho en el Billboard Hot 100, convirtiéndose en el sencillo con el puesto más bajo en Billboard. La canción fue bien recibida por la crítica. «Get Me Bodied» fue nominado en los Premios VH1 Soul VIBE especiales como Vídeo del Año. El vídeo que acompaña la música incluye elementos visuales y coreografía inspirada en «The Frug» la adaptación cinematográfica de Bob Fosse del musical de Broadway Sweet Charity, muestra a Beyoncé y Solange Knowles, Kelly Rowland y Michelle Williams.

## Antecedentes
Durante las vacaciones después de los seis meses de filmación de la película musical «Dreamgirls», la cantante y actriz Beyoncé Knowles se dirigió al estudio para comenzar a trabajar en su segundo álbum en solitario B'Day. Ella reveló: «cuando terminó la filmación, había tantas cosas reprimidas, tantas emociones, tantas ideas».

Beyonce se puso en contacto con variados personajes del ámbito musical como el compositor y productor estadounidense Sean Garrett, quien coescribió su canción del año 2005 «Check on It» y realizó una reunión con él en los Sony Music Studios en Nueva York. Ella contacto al productor musical y rapero de hip hop estadounidense Kasseem "Swizz Beatz" Dean, que había coproducido canciones para ella antes. Además de su hermana, la cantante Solange Knowles, Beyoncé pidió ayuda a su prima Ángela Beyincé, que había colaborado en su álbum anterior «Dangerously in Love» y al compositor Makeba Riddick, que pasó a formar parte del equipo de producción de B'Day después de coescribir el primer sencillo del álbum «Déjà Vu».

Cuando lo escribí, me dije "tres mejores amigas" porque estaba pensando en ellas. Me hacen reír tanto, siempre como una boba. Mientras que estamos tratando de fingir que somos fuertes, pero sabemos que nos estamos riendo de nuestros chistes en el interior.
 Beyoncé Knowles, revista Billboard.

Beyoncé se inspiró en su hermana menor Solange Knowles, quien la ayudó a escribir la canción y en las exmiembros de su banda musical Destiny's Child, Kelly Rowland y Michelle Williams. En la canción, ella menciona la frase «tres mejores amigas» porque estaba pensando en ellas mientras la escribía.
Mientras un grupo trabajaba en la letra de la canción, Swizz Beatz y otros productores del equipo de producción trabajaban en su sonido. «Get Me Bodied» fue producido por Swizz Beatz, Beyoncé Knowles y Sean Garrett, siendo una de las cuatro canciones producidas por Swizz Beatz para el álbum, incluyendo «Upgrade U» y «Ring the Alarm».

## Música y estructura
«Get Me Bodied» es un moderado Rhythm and Blues. Está compuesta en tonalidad de sol menor y compás de 4/4. La canción incluye aplausos y gritos de «hey!» y «jump!» en el fondo, características de gimnasia vocal y acento tejano.
La canción se construyó con la forma tradicional de verso-estribillo. Beyoncé menciona la fecha de su cumpleaños al inicio de la canción 9-4-8-1. Una voz masculina se hace cargo de cantar «hey!» y «jump!» durante sus primeros cuatro compases, siguiendo con el primer verso. El primer verso está escrito como una lista donde Beyoncé debe realizar misiones antes de una fiesta. Le sigue el coro, a continuación, el segundo verso. El coro se repite dando paso al puente. Beyoncé canta el coro nuevamente y pone fin a la canción con «hey!».

## Lanzamiento y recepción

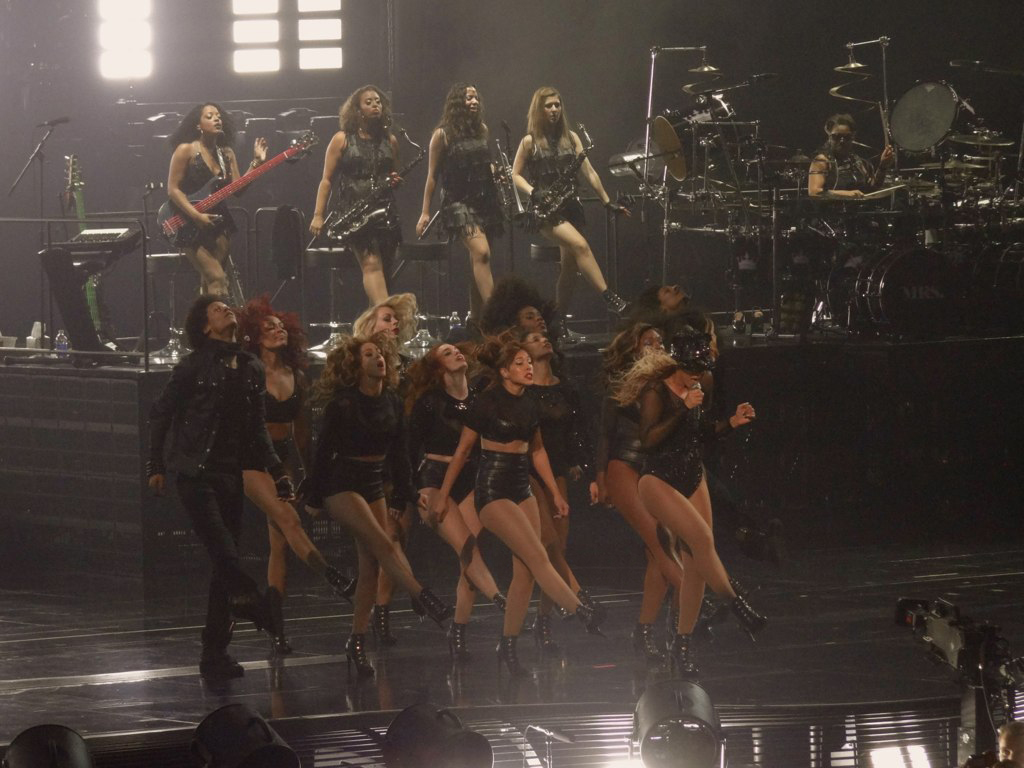
Beyonce interpretando Get Me Bodied en su gira The Mrs. Carter Show World Tour.

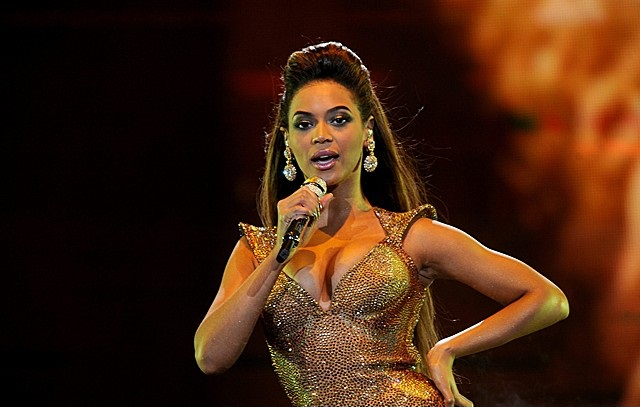
Beyonce interpretando Get Me Bodied en su gira I Am... Tour.

«Get Me Bodied» y «Green Light» fueron previstos para ser lanzados como los próximos dos sencillos del álbum  B'Day, tras el primer sencillo «Déjà Vu». Beyoncé destinó las canciones a los mercados internacionales, pero luego optó por «Ring the Alarm», como el segundo sencillo, el cual tuvo malos resultados. En su lugar, «Get Me Bodied» fue puesto en libertad después de «Beautiful Liar» junto a la edición de lujo del álbum (2007). Un CD doble fue lanzado el 10 de julio de 2007 en los Estados Unidos el cual contiene las versiones de radio y el remix extendido de la canción. El ringle «Get Me Bodied» fue lanzado el 23 de octubre de 2007.
«Get Me Bodied» recibió aplausos de su público y crítica. Chris Richards, del diario The Washington Post, se refirió a la pista como una «melodía diestra». Además, declaró que la pista de Beyoncé «nos mantiene atados a la tierra». Jody Rosen de la revista Entertainment Weekly comentó que «por interferencias, casi no pude captar la grandeza atronadora de Get Me Bodied», con las armonías que establece Beyoncé por encima de la pista supervisada por el productor de rap Swizz Beatz. Tim Finney, de la página de Internet Pitchfork Media, llama a la pista «día de la Independencia al estilo Beyonce». La revista US Weekly la descrivio como «Get Me Bodied una danza ágil» y Bill Lamb de About.com la calificó como un «tema de fiesta». Spence D de IGN elogió a Swizz Beatz por el ritmo extraño que hace la pista. Él también quedó impresionado con Beyoncé, declarando que: «a pesar de su voz seca la que parece en desacuerdo con el resto del sonido», cuando se silencia y se superpone, el estribillo suena «puramente hipnótico». Mike Joseph de la revista en línea Popmatters dijo no estar impresionado con la canción llamándola una «escasa producción». Sasha Frere-Jones, del diario  The New Yorker señaló que la canción suena «ansiosa».
«Get Me Bodied» fue nominado en los Premios de 2007 VH1 Soul VIBE para Soul Video del Año. About.com listo a la canción como una de las mejores pistas del álbum B'Day. Beyonce Knowles ganó premios en las categorías Rhythm and Blues y Hip-Hop por «Get Me Bodied» en los Premios ASCAP de 2008.
El sencillo debutó en el ranking musical Billboard Hot 100 el 26 de mayo de 2007 en el número noventa y ocho, mientras que los sencillos de Beyoncé, «Beautiful Liar» y «Irreplaceable» todavía eran parte de la lista.  El día 4 de agosto de 2007, «Get Me Bodied» alcanzó el puesto número sesenta y ocho, y pasó un total de dieciocho semanas en el Hot 100. "Get Me Bodied" alcanzó en el número diez en el Billboard Hot R&B/Hip-Hop Songs y el número ochenta y ocho en el Pop 100.

## Video musical
|                  |                  |                |                    |
| Beyonce Knowles. | Solange Knowles. | Kelly Rowland. | Michelle Williams. |

«Get Me Bodied» fue uno de los vídeos grabados durante las dos semanas de rodaje de la videografía del álbum B'Day, B'Day Anthology Video Álbum. El video musical fue conceptualizado por Beyoncé Knowles y codirigido por el estadounidense Anthony Mandler. La versión de la canción utilizada en el video, es la mezcla extendida de la edición de lujo del álbum B'Day. El trabajo de grabación fue de dos días y la coreografía fue creada por el personal de la página de internet Rhapsody, Todd Sams, Clifford McGhee y Bethany Strong. Para el rodaje, Beyoncé pidió a las exmiembros de su banda Destiny's Child, Kelly Rowland, Michelle Williams y a su hermana menor Solange Knowles aparecer junto a ella en el vídeo musical. Beyoncé dijo: «establece el tono del vídeo».
La madre y estilista de Beyoncé, Tina Knowles creó más de sesenta trajes para Beyoncé, además de los cincuenta trajes de los extras que aparecen en el video. El baile orientado al video se inspira en las coreografías de los años 60. Beyoncé cita influencias del legendario director y coreógrafo de Broadway Bob Fosse, se incluyen movimientos de Jamaica, del sur de Estados Unidos y del musical de Broadway Sweet Charity. Beyonce dijo, «te dice cómo hacer todas las danzas, es moderno, es retro, es de época, es estilizado, es todas esas cosas juntas». La historia se realiza en un lugar que recuerda parte de la era del Jazz, apoyado en esto por las secuencias de baile.
Una reedición del video fue producida por el productor y cantautor estadounidense Timbaland y el cantante de reguetón puertorriqueño Voltio. Aunque Voltio en realidad no aparecen en el video. El video reeditado fue publicado en MTV Overdrive el 26 de julio de 2007 y está disponible en iTunes. El video también está incluido en el DVD que se incluye en el álbum de Beyonce «Irreemplazable».

## "Move Your Body"
Knowles volvió a trabajar su original "Get Me Bodied" (2007) en lo que ha sido descrito como una versión "más amistosa para niños" titulada "Move Your Body" en 2011. La coreografía fue creada por Frank Gatson, quien además creó la coreografía de "Single Ladies".

### Vamos a pasar! Flash entrenamiento
Knowles se unió a las fuerzas de EE. UU. con la primera dama Michelle Obama y la Asociación Nacional de Educación a los organismos de radiodifusión Fundación para ayudar a impulsar su campaña contra la obesidad infantil. Knowles vuelto a trabajar "Get Me Bodied" y le cambió el nombre "Move Your Body" para mover el Vamos! Flash entrenamiento iniciativa. Una versión en español fue creada también titulado "Mueve El Cuerpo". La letra fue cambiado para ajustarse a la causa. World Entertainment News Network informó que la nueva letra incluye la línea: "No te quedes ahí parado en la pared, todo el mundo mueve su cuerpo, mueve tu cuerpo, mueve tu cuerpo." La canción es un paso a paso de flash dance al estilo de entrenamiento que combina hip hop, dancehall latino y se mueve con el ejercicio tradicional. El 9 de abril de 2011, un video educativo con un grupo de jóvenes bailando en "Move Your Body" fue publicado en línea. Después de unos días, Knowles ha dicho que "sería grabar su propia versión de la rutina de ejercicios" para mostrar a los niños cómo se hace por disparos de un nuevo video musical con una serie de divertidos ejercicios para acompañar a la pista. En cuanto a la campaña, Knowles se expresaba:
"Estoy muy emocionado de ser parte de este esfuerzo que se ocupa de una crisis de salud pública. La primera dama Michelle Obama merece crédito para hacer frente a este problema directamente, y aplaudo a la NAB Fundación de Educación para tratar de hacer una diferencia positiva en las vidas de nuestros niños en edad escolar. "

### Video
El 26 de abril de 2011, Knowles lanzó un video dirigido por Melina Matsoukas de "Move Your Body". En el video, los estudiantes se unen Knowles para realizar la coreografía de Frank Gatson. En la coreografía, Knowles y estudiantes de la "mezcla de salsa, dancehall, y el hombre que corría."
El video musical de "Move Your Body" se lleva a cabo como un flash mob de cuatro minutos de duración. El video comienza la hora del almuerzo en lo que parece una cafetería de la secundaria. Todo lo que es el statu quo hasta que Beyoncé, que llevaba pantalones cortos y calcetines verdes hasta la rodilla, entra en las puertas de la cafetería para comenzar la canción. Después de la entrada de Knowles, todos los niños saltar a sus pies, siguiendo a lo largo de Knowles lidera el grupo a través de todo tipo de bailes.
Lauretta Charlton de Black Entertainment Television (BET) dio el video una crítica positiva que indica que "es imposible de ver sin querer, así, mueve tu cuerpo." Nicole James, de MTV Buzzworthy mostraron un gran interés en el video y su mensaje, que indica que Knowles conseguir el corazón de bombeo de los niños ", en más de un sentido".
El video de instrucción se distribuyó a las escuelas participantes de todo el país el 3 de mayo de 2011. Knowles fue en PD 161 de secundaria en Harlem en esa fecha en particular. Ella enseñó a los estudiantes los movimientos de su "Move Your Body" de vídeo. Knowles apareció en el gimnasio para el deleite de sus fanes jóvenes, que bailaron junto a ella y tomó fotografías.
fuentes:

## Lista de canciones y formatos
CD sencillo
1. «Get Me Bodied» (Edición de Radio) – 4:00
2. «Get Me Bodied» (Remix Extendido) – 6:18

CD Maxi
1. «Get Me Bodied» (Remix Extendido) – 6:21
2. «Get Me Bodied» (Remix de Timbaland junto a Voltio) – 6:17
3. «Get Me Bodied» (Remix de Timbaland junto a Fabolous) – 4:50

## Posicionamiento
| Listas (2007)                        | Posición |
| ------------------------------------ | -------- |
| Canadá (Canadian Hot 100)            | 42       |
| US Billboard Hot 100                 | 68       |
| US Hot R&B/Hip-Hop Songs (Billboard) | 10       |
| US Pop Songs (Billboard)             | 88       |